# Карельская государственная филармония
Каре́льская государственная филармония — государственная филармония Республики Карелия, крупнейшая и старейшая концертная организация Республики Карелия.

## Общие сведения
Здание филармонии, построенное в 1984 году, расположено в центре Петрозаводска, на улице Кирова. У филармонии один концертный зал — Большой концертный зал в котором 481 место, из них 103 расположены на балконе.

## История
Филармония была образована в 1939 году в Петрозаводске. 15 января 1939 года Совет народных комиссаров Карельской АССР принял постановление «Об открытии Карельской государственной филармонии». В её обязанности входила деятельность, направленная на повышение культурного уровня трудящихся республики, на организацию в Карелии широкой пропаганды лучших образцов русской и зарубежной музыкальной и литературной классики, музыки народов Советского Союза, народного творчества, произведений советских композиторов и писателей. Первоначально филармония расположилась на проспекте Карла Маркса 15.
В состав филармонии вошли: Симфонический оркестр, до того относившейся к радиокомитету, Государственный национальный ансамбль народной песни и пляски «Кантеле», Государственный хор (42 человека) и вокально-эстрадный коллектив. Первый официальный зимний сезон филармония открыла 5 и 6 октября 1939 года. Эти концерты были посвящены русской классической музыке.
В 1940 году в составе филармонии, переименованной к тому времени в Карело-Финскую государственную филармонию, числилось около 300 человек.
Летом 1941 года началась война с Германией и возобновилась война с Финляндией. Однако в июне, июле, августе и сентябре временно выделяемыми из Карело-Финской филармонии бригадами было дано около 500 концертов (в большинстве с отрывом от производства) 1 октября советские части оставили Петрозаводск и филармония приостановила свою деятельность. Исполнители были переданы в Музыкальную комедию, а ансамбль «Кантеле» ещё в конце августа эвакуирован вглубь страны.
С 1953 года филармония находилась в ведении Управления по делам искусств Карело-Финской ССР, с 1956 года в ведении Министерства культуры Карельской АССР.
В 1965—1984 годах филармония располагалась в здании бывшего Дома крестьянина на улице Гоголя.
В составе филармонии работали вокалисты — М. И. Воробьёва, М. И. Гаврилов, В. А. Гладченко, И. С. Гридчина, Л. С. Жуков, Ю. В. Зиборов, В. С. Каликин, М. Н. Кубли, З. Ф. Петченко, С. А. Рикка, Н. В. Рогозина, М. С. Русаков, В. Г. Татаринов, Л. И. Теппонен, В. П. Ширкин, инструменталисты — Н. П. Вильчинская, Т. М. Воскресенская, В. М. Гайков, Г. И. Давидян, С. И. Контуашвили, М. Я. Тоцкий, А. Д. Тугай, мастера художественного слова — Г. С. Введенский, Г. М. Каган, З. В. Козлова, С. Р. Куллэ, М. Н. Рогатовская, А. В. Ставрогин, Н. Ю. Цымбалова, концертмейстеры — Е. П. Соколов, Г. И. Цвибель, Э. Б. Шнеерсон, режиссёр-постановщик Д. С. Утикеев и другие.
Художественные руководители филармонии — Р. С. Пергамент, Л. А. Косинский, Г. И. Лапчинский, А. И. Голланд, В. С. Сеидов, О. П. Седова.
С 1988 года филармония проводит Международный фестиваль камерной музыки «Осенняя лира».
Международный фестиваль «Онего-Классик» появился в 2012 году.
C 2014 года в филармонии проходит фестиваль «XX век с Вадимом Холоденко».
С 2017 года по инициативе Главы Республики Карелия Артура Парфенчикова на территории горного парка «Рускеала» проходит фестиваль Ruskeala Symphony.
4 апреля 2022 года на здании филармонии повесили символ российского вторжения на Украину — букву «Z».

## Концертные коллективы
В составе филармонии два оркестра, квартет русских народных инструментов и хор:
- Симфонический оркестр
- Оркестр русских народных инструментов «Онего» (рук. Г. И. Миронов)
- Квартет русских народных инструментов «Exprompt»
- Камерный мужской хор (рук. А. Ю. Умнов)[6]